# Citroën Xantia
Der Xantia (Typ X) ist ein am 1. März 1993 vorgestelltes Modell des Autoherstellers Citroën, das den Citroën BX ersetzte. Ab Spätsommer 1995 ergänzte noch die Kombiversion Break die Palette.
Gebaut wurde das Auto von März 1993 bis Dezember 2001 in Frankreich. Die Limousine wurde im Citroën-Werk Rennes in der Bretagne hergestellt, der Break hingegen bei Heuliez in Cerizay.

## Technik
| Sterne im Euro-NCAP-Crashtest (1997) |

Der Xantia, dessen Karosserie von Bertone entworfen wurde, hat eine in Kurven kinematisch mitlenkende Hinterachse und eine Zentralhydraulik für die Federung, die Bremsen und die Servolenkung (sofern vorhanden). Seine kinematisch mitlenkende Hinterachse wurde erstmals beim Citroën ZX eingebaut und in der Folgezeit bei allen Citroën mit gezogenen Längslenkern an der Hinterachse verwendet, unter anderem im Saxo und im Xsara.
Das Fahrwerk und die Federung wurde beim Xantia je nach Modellvariante und Motor in drei Varianten angeboten:
- Mit hydropneumatischer Federung, so wie schon bei der Citroën DS und anderen Fahrzeugen des Herstellers, also mit Stickstoff als Federelement und einer Ölsäule zwischen dem Federelement und den Rädern. Mit der Ölmenge regelt das System automatisch die Fahrzeughöhe, sodass der Wagen unabhängig von der Belastung immer die gleiche Höhe hat. Zusätzlich ist die Höhe per Hebel verstellbar, was insbesondere für Wartungsarbeiten erforderlich ist, aber (in Grenzen) auch für schwieriges Gelände genutzt werden kann.

- Als Hydractive-II, einer Erweiterung der Hydropneumatik, bei der die Federhärte und die Dämpfung in zwei Stufen verstellt werden kann. Dabei wird pro Achse ein zusätzlicher Stickstoff-Speicher verwendet. Ein Steuergerät trennt automatisch abhängig von Geschwindigkeit, Lenkradeinschlag, Gaspedalstellung und Bremsdruck die zusätzlichen Speicher mit einem Elektroventil vom System (insbesondere in schnell durchfahrenen Kurven), wodurch die Federung straffer wird. Die Fahrsicherheit im Grenzbereich wird höher, weil die Seitenneigung und die Lastwechselreaktionen sich verringern und der Wagen weniger nachschwingt. Per Schalter kann die Kennlinie verändert werden, sodass der Wagen früher auf hart stellt. Die weiche Stufe ist etwas weicher (und komfortabler) als die Standard-Hydropneumatik, die harte Stufe härter.

- Als Activa mit automatischem Wankausgleich, siehe Abschnitt weiter unten in diesem Artikel.

Die Hydropneumatik erhielt ab Ende 1993 bei Fahrzeugen mit Servolenkung ein Anti-Absink-System, das bei abgestelltem Motor hinter den Höhenkorrektoren den Rücklauf der Federung sperrte und somit ein gleichbleibendes Fahrzeugniveau auch bei längerem Stillstand garantierte. Da der Bremsdruck der hinteren Bremse bei der Citroën-Zentralhydraulik aus der Hinterachs-Federung gespeist wird (beladungsabhängige Bremswirkung), musste ein zusätzlicher Druckspeicher im Bereich der Hinterachse in das System integriert werden, um die Bremsfunktion bei Druckverlust sicherzustellen.
Im Spätsommer 1995 folgte noch die Break genannte Kombiversion des Xantia.

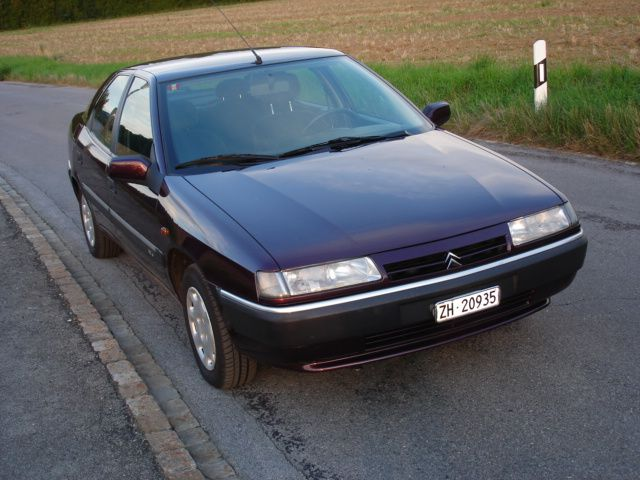
Citroën Xantia (1994–1997)
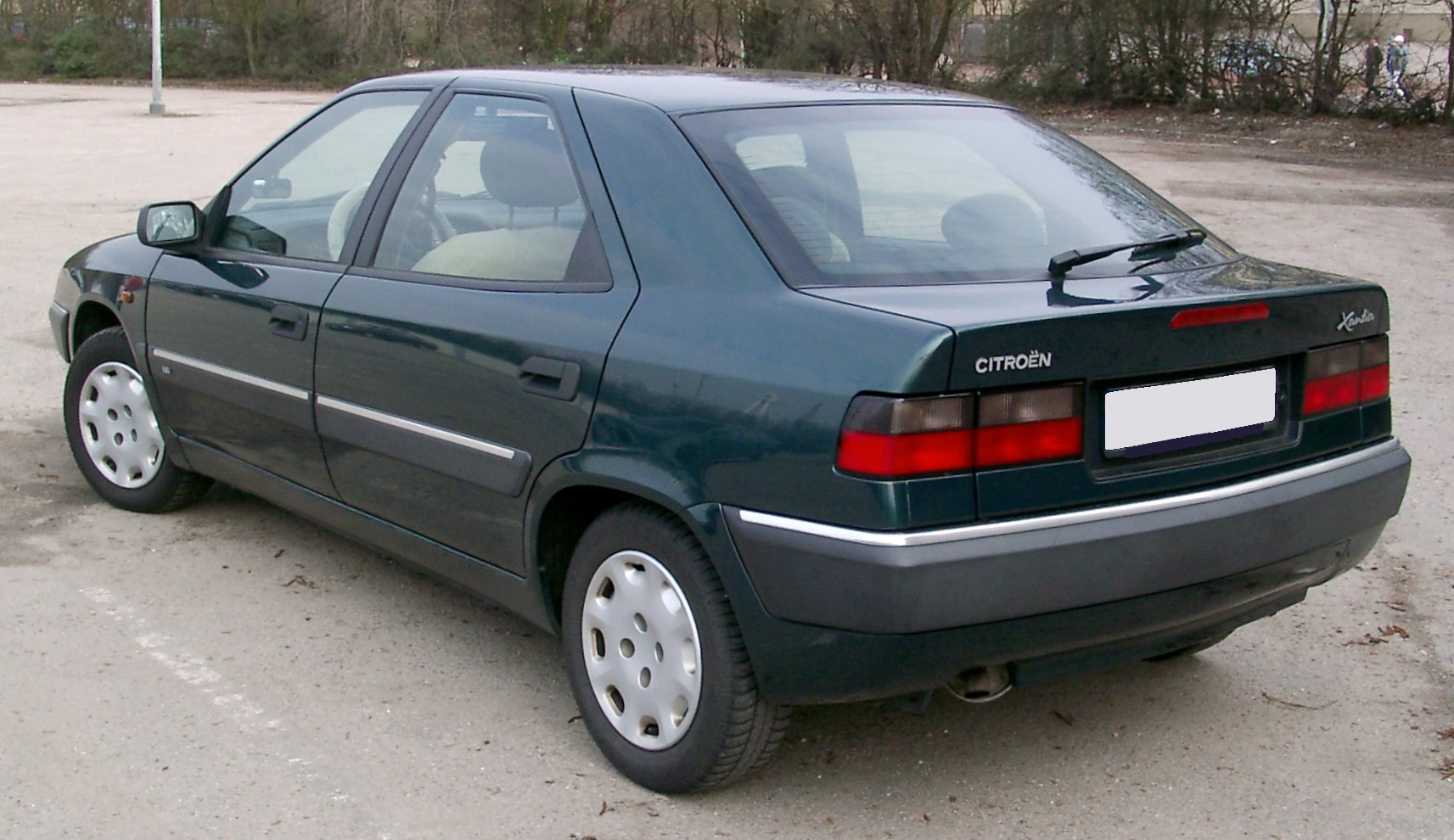
Heckansicht
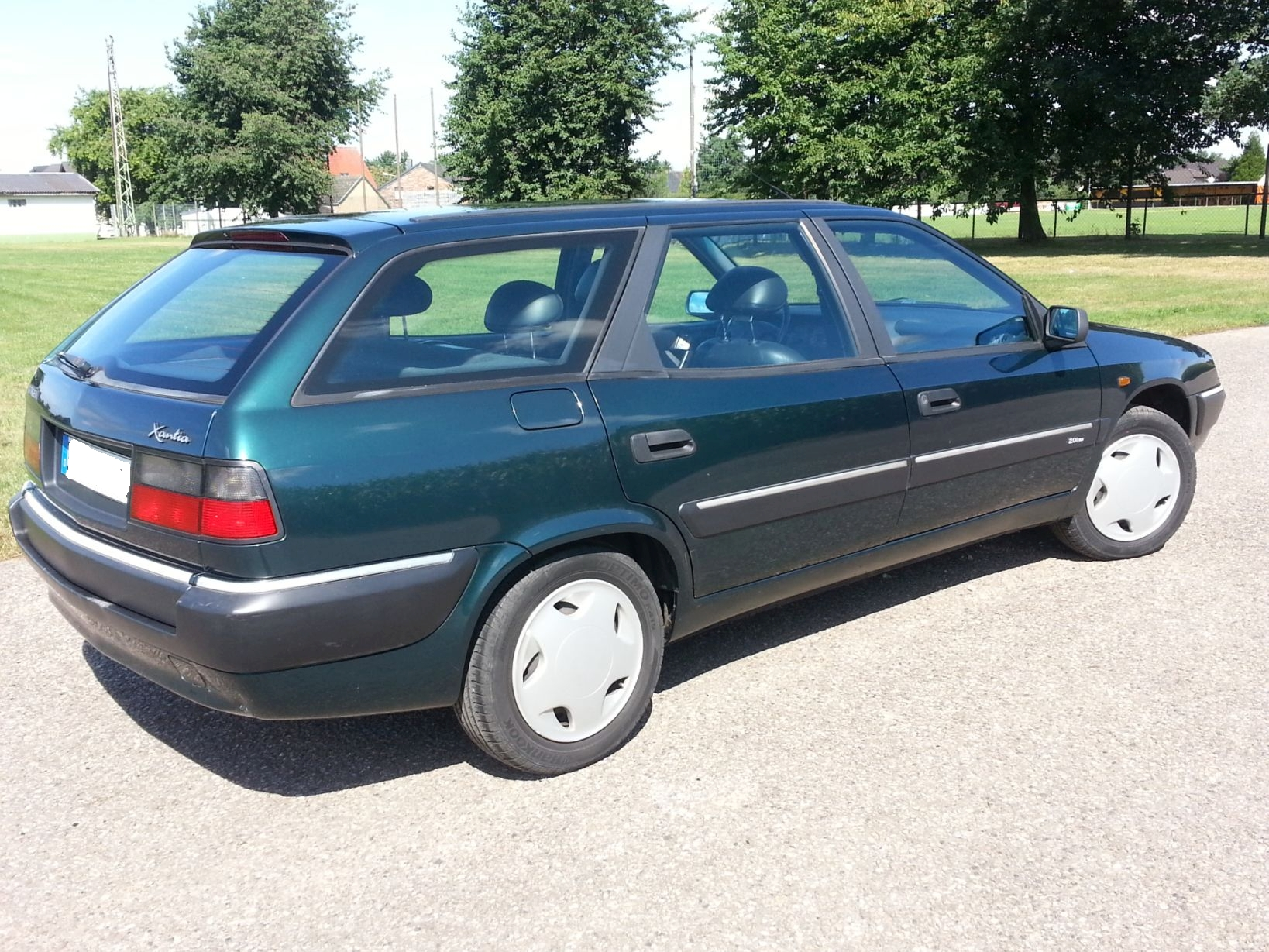
Citroën Xantia Break (1995–1997)
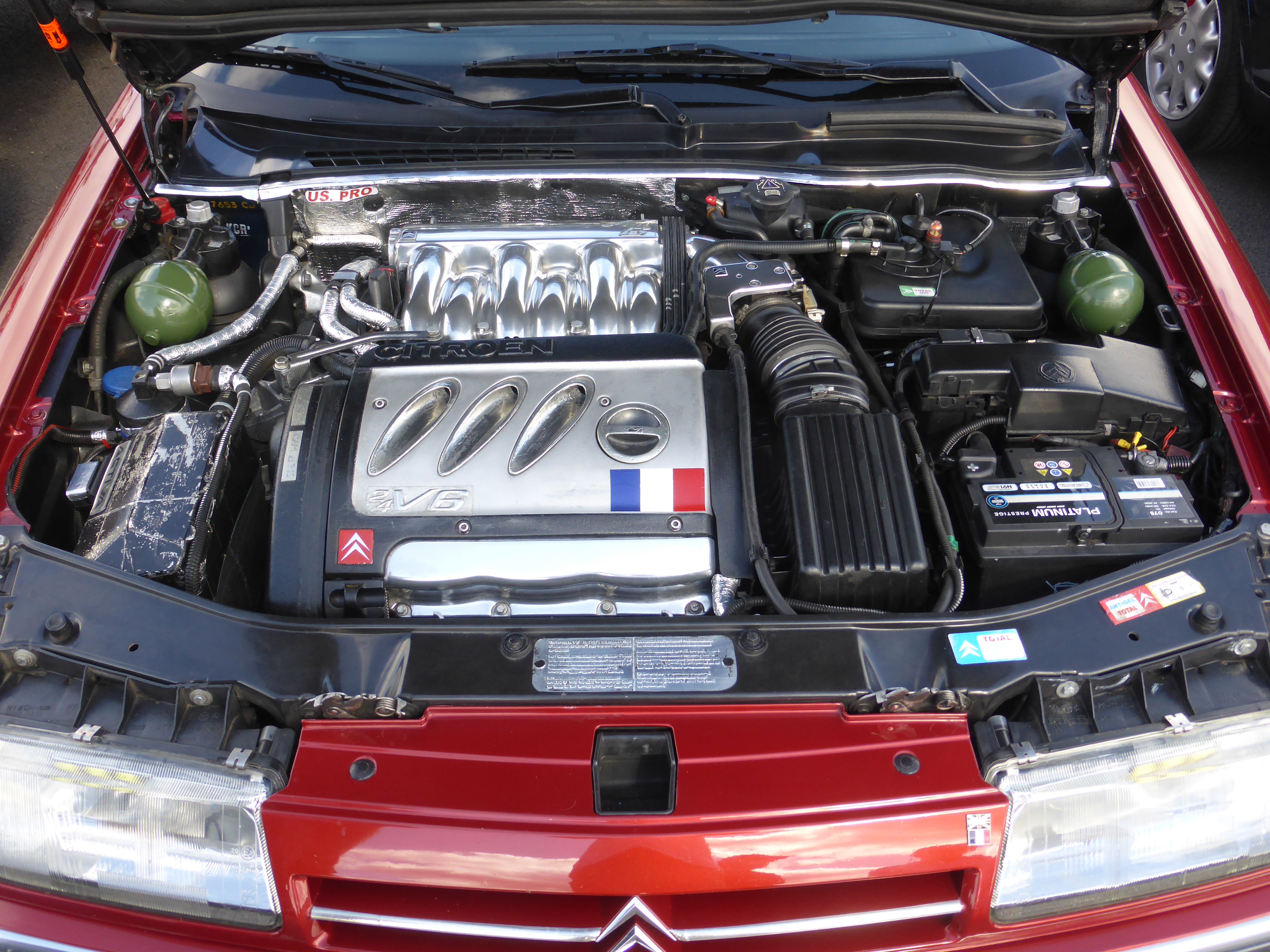
Citroen Xantia Activa V6 (1997)
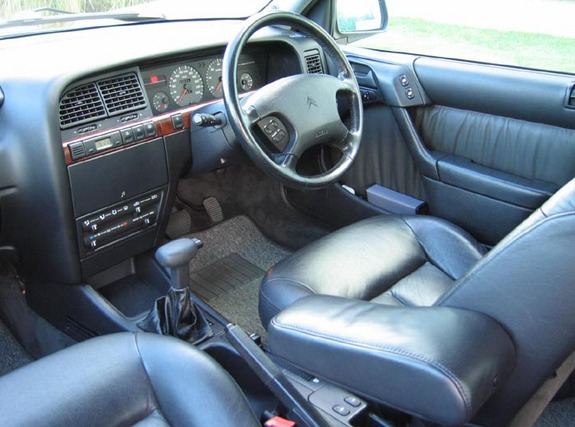
Xantia Dashboard RHD

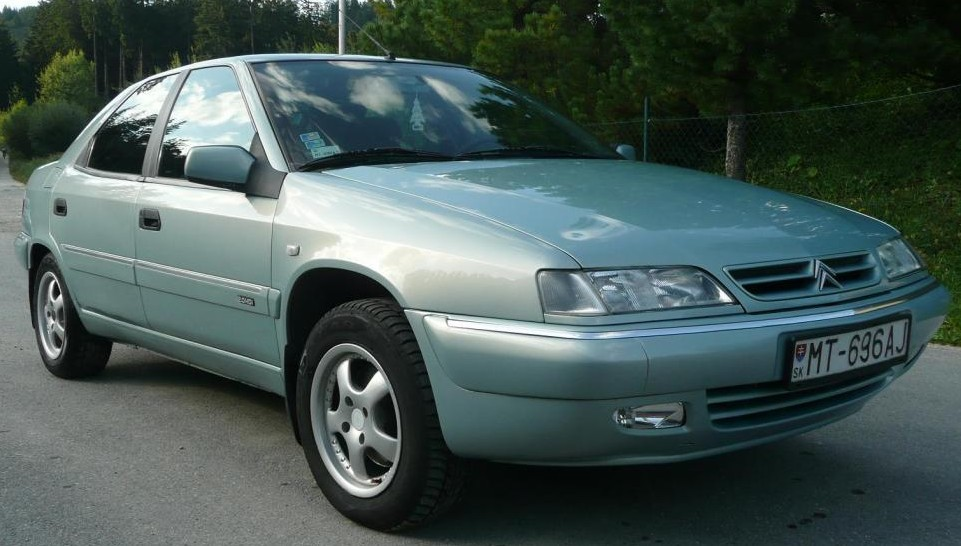
Citroën Xantia (1997–2001)
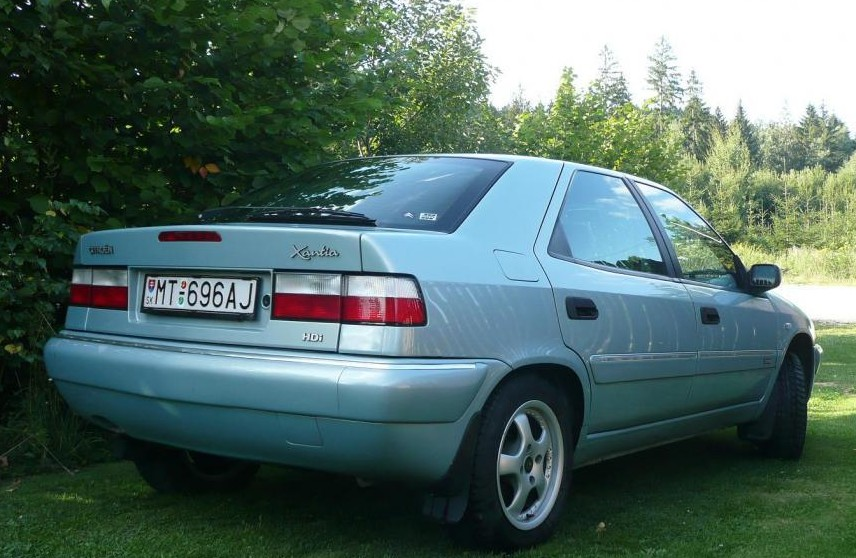
Heckansicht
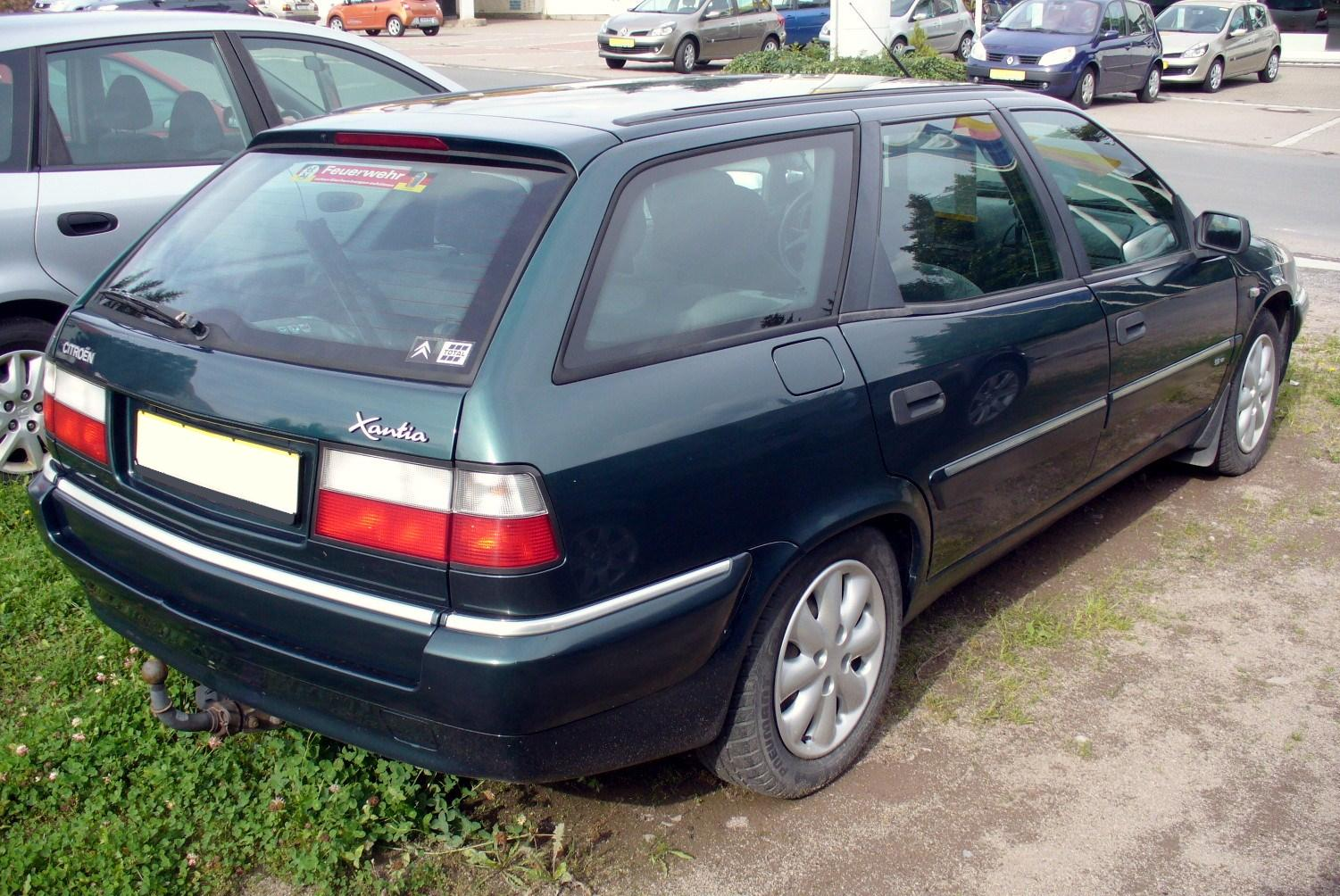
Citroën Xantia Break (1997–2001)
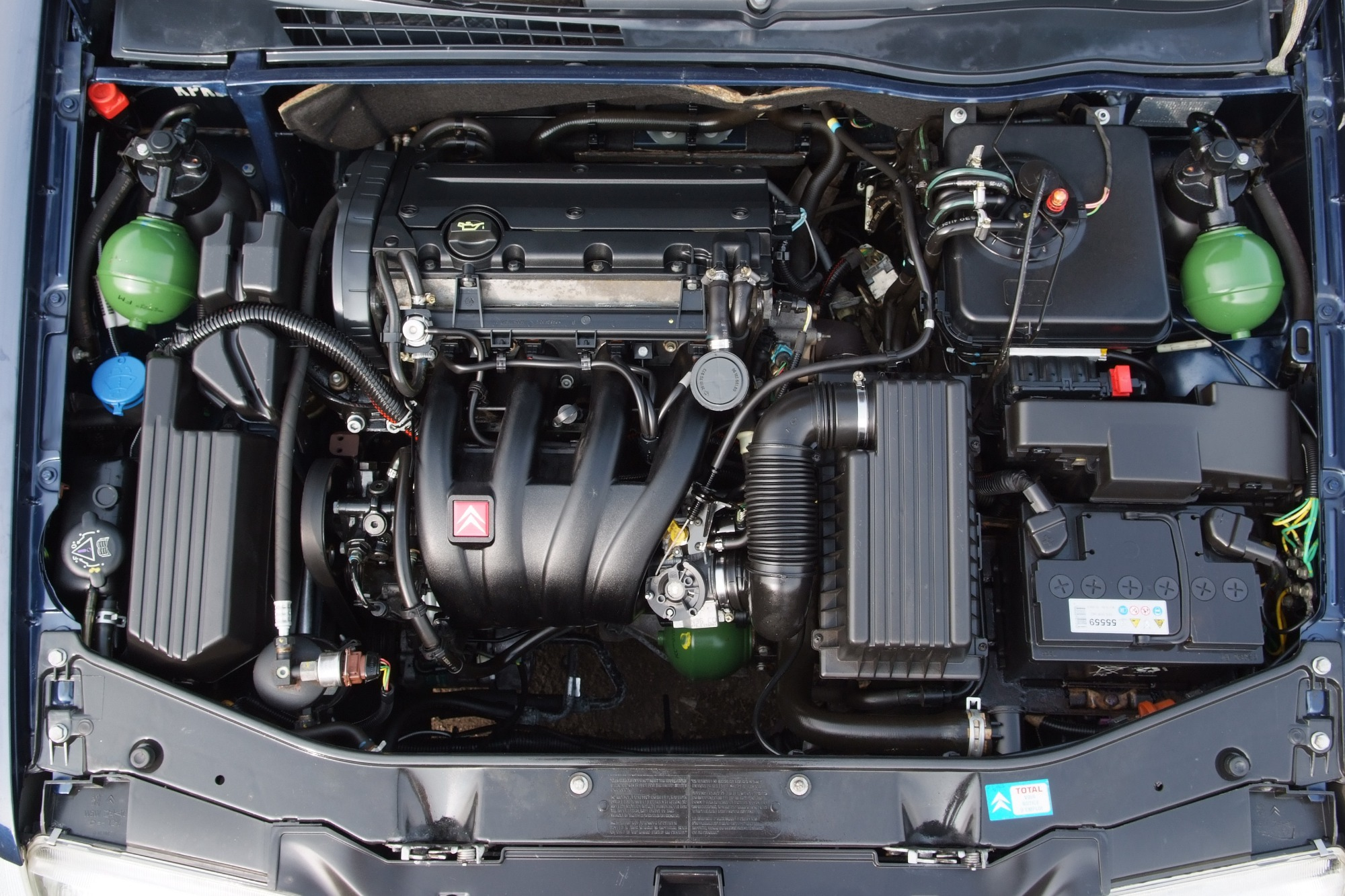
2,0-Liter-16V-Ottomotor des Xantia mit 97 kW (132 PS)

Ende 2001 wurde die Produktion des Xantia in Frankreich beendet. Der Nachfolger C5 erschien bereits im Frühjahr 2001. Bis September 2010 wurde noch eine einfach ausgestattete Version des Xantia 2.0i 16V im Iran bei SAIPA für den dortigen Markt hergestellt.
Der Xantia war (zusammen mit dem XM) das letzte Citroën-Modell mit einer Zentralhydraulik, die Bremsservo, Servolenkung und Niveauregulierung mit Drucköl versorgte.

## Chronologie
1993
- März: Markteinführung des Xantia in Frankreich mit den Ottomotoren 1,8i mit 74 kW (101 PS), 2,0i mit 89 kW (121 PS) und 2,0i 16V mit 112 kW (152 PS). Innenraum mit Zweispeichen-Lenkrad (optional mit Radiofernbedienung), kein Airbag, keine Gurtstraffer.
- Juni: Dieselmotoren 1,9 D mit 51 kW (69 PS) und 1,9 Turbo D mit 68 kW (92 PS).
- Juli: Einführung des Fahrzeugs in Deutschland

1994
- April: Kleine Modellpflege:
  - Ab 18. April 1994 (Orga-Nummer 6370): Doppelwinkel auf dem Kühlergrill statt auf der Motorhaube angebracht. Der Xantia sah damit dem Modell ZX und dem kurze Zeit später modifizierten XM ähnlicher. Zur Unterscheidung werden die Modelle bis dahin inoffiziell Ur-Xantia oder X1.0 genannt.
  - Etwa ab 8. April 1994 (kurz vor Beginn des Modelljahrs 1995) Einführung von pyrotechnischen Gurtstraffern für alle Varianten. Optional war ein Airbag erhältlich, in diesem Falle gab es ein Vierspeichen-Lenkrad. Einfache Xantias ohne Airbag hatten weiterhin das Zweispeichen-Lenkrad, während die Top-Ausstattungslinie VSX ein Dreispeichen-Lenkrad bekam (sofern ohne Airbag).
  - Neuer Ottomotor: 1,6i mit 65 kW (88 PS).
  - 1,8i und 2,0i auch mit Automatikgetriebe erhältlich.
  - 2,0i 16V wurde auf 110 kW (150 PS) gedrosselt.

1995
- 1. Juni 1995 (Modelljahr 1996, Orga 6779): straffere Federung für alle Ausführungen.
- 26. Juni 1995 (Orga 6804): Weiterentwicklung Radio 4030 mit CD-Wechsler: Das bisher separate CD-Interface (unter dem Beifahrersitz) wird in das Radio integriert, anderer CD-Wechsler mit geänderter Befestigung und angepasster Kabelbaum. Das alte Radio 4030 ist mit Nummer 96 133 458 80 beschriftet, das neue mit 96 264 240 80. Der alte CD-Wechsler ist 200 mm hoch und 100 mm breit, der neue 180 mm hoch und 75 mm breit.
- Juli: Neue Motorenpalette:
  - Einführung des 1,8i 16V mit 81 kW (110 PS).
  - 2,0i 16V mit Ansaugklappensteuerung entfällt zugunsten des TCT
  - Einführung des 2,0i TCT mit 108 kW (147 PS).
  - Einführung eines neuen 2,0i 16V mit 97 kW (132 PS).
  - Einführung des 2,1 Turbo D12 mit 80 kW (109 PS).
  - 1,6i mit 65 kW (88 PS) wurde durch eine gedrosselte Version des 1,8i mit 66 kW (90 PS) abgelöst.
  - 1,8i mit 74 kW (101 PS) und 2,0i mit 89 kW (121 PS) nur noch mit Automatikgetriebe lieferbar.
  - 1,9 D wurde auf 50 kW (68 PS) gedrosselt.
- September: Einführung der Kombiversion Break.
- 12. Oktober 1995 (Orga 6912): Weiterentwicklung Radio 4030 ohne CD-Wechsler: Das Radio enthält das Interface für den CD-Wechsler, auch wenn dieser nicht verbaut ist. Das alte Radio 4030 ist mit Nummer 96 133 458 80 beschriftet, das neue mit 96 264 240 80.
- 04. Dezember (ab Orga 6965): Beifahrerairbag gegen Aufpreis erhältlich. Fahrerairbag wird Serienausstattung. Eine Wickelspule ersetzt den Schleifring im Lenkrad.

1996
- 29. April (Orga 7112): Nebellichtschalter wurde vom Armaturenbrett zum linken Lenkstockschalter versetzt. Dabei wandern die Schalter für Stand- und Abblendlicht vom Ring zum Ende des Lenkstockschalters.
- 03. September (Orga 7239): Einführung der dritten Bremsleuchte (in der Heckklappe)
- September: 1,9 D wurde durch den Soft-Turbodieselmotor 1,9 SD 55 kW (75 PS) abgelöst.

1997
- Januar: Einführung des 3,0i V6 140 kW (190 PS).
- 6. November (Orga 7668): Große Modellpflege (Facelift). Diese Ausführung wird als X2 bezeichnet. Äußerliche Kennzeichen sind stärker abgerundete Stoßstangen vorne und hinten sowie eine neue Front mit anderen Scheinwerfern und der Integration des Kühlergrills in die Motorhaube. Der obere Teil der Rückleuchten wird weiß statt vorher schwarz oder leicht rosa. Statt zwei unterschiedliche breiten Fronten (je nach Motor) gab es fortan nur noch eine Front. Weiteres waren hauptsächlich strukturelle Karosserieverstärkungen, auch in den Türen und Seitenairbags in den Lehnen der Vordersitze.

Im Innenraum wurden Armaturenbrett und Lenkrad wulstiger mit stärker abgerundeten Knöpfen gestaltet. Zugleich wanderte der Hupenknopf vom Blinkerhebel in das Lenkrad. Das Handschuhfach wurde vergrößert und Ausführungen ohne Beifahrer-Airbag bekamen ein zweites Handschuhfach. Außerdem gab es statt bisher drei unterschiedlicher Werksradios von Blaupunkt nur noch ein Modell von Clarion.
1998
- November: Einführung des Common-Rail-Dieselmotors 2,0 HDi mit 80 kW (109 PS). Der bisherige, gleich starke 2,1 Turbo D12 blieb weiter im Angebot.
- 1,8i (74 kW / 101 PS) und 2,0i (89 kW / 121 PS) mit Automatikgetriebe entfiel; als Ersatz wurden 1,8i 16V (81 kW / 110 PS) und 2,0i 16V (97 kW / 132 PS) auch mit Automatikgetriebe angeboten.

1999
- Juli:
  - 1,9 Turbo D (66 kW / 90 PS) mit Schaltgetriebe wurde durch den gleichstarken 2,0 HDi abgelöst
  - 2,1 Turbo D12 mit 80 kW (109 PS) wurde aus dem Programm genommen
- 29. November (Orga 8421): Das Clarion-Radio wird abgelöst durch RB1 (mit Cassette, von Phillips) und RD1 (mit CD, von Clarion), beide optional mit einem neuen CD-Wechsler von Clarion. Beide Radios sind im DIN-Format und daher optisch nicht mehr ins Armaturenbrett integriert (bisher 1,5 DIN).

2001
- Februar: Ab 19. Februar waren in Deutschland nur noch Lagerfahrzeuge verfügbar.[5]
- März: Aufgrund der Einführung des Nachfolgers C5 wurde der Xantia nur noch als 1,8i 16V mit 81 kW (110 PS) und 2,0 HDi mit 66 kW (90 PS) oder 80 kW (109 PS) angeboten.
- Dezember: Die Produktion in Frankreich wurde beendet.

2010
- September: Die Produktion im Iran wurde eingestellt.

## Technische Daten

### Ottomotoren
|                                            | 1,6i                   | 1,8i                       | 1,8i                   | 1,8i 16V                   | 2,0i                       | 16V                      | 16V                      | 2,0i 16V                   | 2,0i TCT                   | 3,0i V6                    |
| ------------------------------------------ | ---------------------- | -------------------------- | ---------------------- | -------------------------- | -------------------------- | ------------------------ | ------------------------ | -------------------------- | -------------------------- | -------------------------- |
| Bauzeitraum                                | 04/1994–12/1997        | 03/1993–11/1998            | 07/1995–03/2001        | 07/1995–12/2001            | 03/1993–11/1998            | 03/1993–04/1994          | 04/1994–07/1995          | 07/1995–03/2001            | 07/1995–03/2001            | 01/1997–03/2001            |
| Motorkenndaten                             |                        |                            |                        |                            |                            |                          |                          |                            |                            |                            |
| Motorart                                   | Ottomotor              | Ottomotor                  | Ottomotor              | Ottomotor                  | Ottomotor                  | Ottomotor                | Ottomotor                | Ottomotor                  | Ottomotor                  | Ottomotor                  |
| Motorbauart                                | R4                     | R4                         | R4                     | R4                         | R4                         | R4                       | R4                       | R4                         | R4                         | V6                         |
| Anzahl Ventile pro Zylinder                | 2                      | 2                          | 2                      | 4                          | 2                          | 4                        | 4                        | 4                          | 2                          | 4                          |
| Ventilsteuerung                            | OHC                    | OHC                        | OHC                    | DOHC                       | OHC                        | DOHC                     | DOHC                     | DOHC                       | OHC                        | 2 × DOHC                   |
| Nockenwellenantrieb                        | Zahnriemen             | Zahnriemen                 | Zahnriemen             | Zahnriemen                 | Zahnriemen                 | Zahnriemen               | Zahnriemen               | Zahnriemen                 | Zahnriemen                 | Zahnriemen                 |
| Gemischaufbereitung                        | Saugrohreinspritzung   | Saugrohreinspritzung       | Saugrohreinspritzung   | Saugrohreinspritzung       | Saugrohreinspritzung       | Saugrohreinspritzung     | Saugrohreinspritzung     | Saugrohreinspritzung       | Saugrohreinspritzung       | Saugrohreinspritzung       |
| Motoraufladung                             | –                      | –                          | –                      | –                          | –                          | –                        | –                        | –                          | Turbolader, Ladeluftkühler | –                          |
| Kühlung                                    | Wasserkühlung          | Wasserkühlung              | Wasserkühlung          | Wasserkühlung              | Wasserkühlung              | Wasserkühlung            | Wasserkühlung            | Wasserkühlung              | Wasserkühlung              | Wasserkühlung              |
| Motorkennung                               | XU5 M3/Z (BFZ)         | XU7 JP (LFZ)               | XU7 JB (LFX)           | XU7 JP4 (LFY)              | XU10 J2C (RFX)             | XU10 J4D/Z (RFY)         | XU10 J4D/Z (RFT)         | XU10 J4R (RFV)             | XU10 J2TE (RGX)            | ES9 J4 (XFZ)               |
| Bohrung × Hub                              | 83,0 mm × 73,0 mm      | 83,0 mm × 81,4 mm          | 83,0 mm × 81,4 mm      | 83,0 mm × 81,4 mm          | 86,0 mm × 86,0 mm          | 86,0 mm × 86,0 mm        | 86,0 mm × 86,0 mm        | 86,0 mm × 86,0 mm          | 86,0 mm × 86,0 mm          | 87,0 mm × 82,6 mm          |
| Hubraum                                    | 1580 cm³               | 1761 cm³                   | 1761 cm³               | 1761 cm³                   | 1998 cm³                   | 1998 cm³                 | 1998 cm³                 | 1998 cm³                   | 1998 cm³                   | 2946 cm³                   |
| Verdichtungsverhältnis                     | 9,2:1                  | 9,2:1                      | 9,5:1                  | 10,4:1                     | 9,5:1                      | 10,4:1                   | 10,4:1                   | 10,4:1                     | 8,0:1                      | 10,5:1                     |
| max. Leistung bei min−1                    | 65 kW (88 PS) bei 6000 | 74 kW (101 PS) bei 6000    | 66 kW (90 PS) bei 5000 | 81 kW (110 PS) bei 5500    | 89 kW (121 PS) bei 5750    | 112 kW (152 PS) bei 6500 | 110 kW (150 PS) bei 6500 | 97 kW (132 PS) bei 5500    | 108 kW (147 PS) bei 5300   | 140 kW (190 PS) bei 5500   |
| max. Drehmoment bei min−1                  | 132 Nm bei 2600        | 153 Nm bei 3000            | 147 Nm bei 2600        | 155 Nm bei 4250            | 176 Nm bei 2750            | 183 Nm bei 3500          | 183 Nm bei 3500          | 180 Nm bei 4200            | 235 Nm bei 2500            | 267 Nm bei 4000            |
| Kraftübertragung                           |                        |                            |                        |                            |                            |                          |                          |                            |                            |                            |
| Antrieb                                    | Vorderradantrieb       | Vorderradantrieb           | Vorderradantrieb       | Vorderradantrieb           | Vorderradantrieb           | Vorderradantrieb         | Vorderradantrieb         | Vorderradantrieb           | Vorderradantrieb           | Vorderradantrieb           |
| Getriebe, serienmäßig                      | 5-Gang-Schaltgetriebe  | 5-Gang-Schaltgetriebe      | 5-Gang-Schaltgetriebe  | 5-Gang-Schaltgetriebe      | 5-Gang-Schaltgetriebe      | 5-Gang-Schaltgetriebe    | 5-Gang-Schaltgetriebe    | 5-Gang-Schaltgetriebe      | 5-Gang-Schaltgetriebe      | 5-Gang-Schaltgetriebe      |
| Getriebe, optional                         | –                      | 4-Stufen-Automatikgetriebe | –                      | 4-Stufen-Automatikgetriebe | 4-Stufen-Automatikgetriebe | –                        | –                        | 4-Stufen-Automatikgetriebe | –                          | 4-Stufen-Automatikgetriebe |
| Messwerte (Berline)                        |                        |                            |                        |                            |                            |                          |                          |                            |                            |                            |
| Höchstgeschwindigkeit                      | 175 km/h               | 188 km/h (179 km/h)        | 180 km/h               | 194 km/h (186 km/h)        | 198 km/h (195 km/h)        | 213 km/h                 | 213 km/h                 | 203 km/h (195 km/h)        | 213 km/h                   | 230 km/h (225 km/h)        |
| Beschleunigung, 0–100 km/h                 | 15,2 s                 | 12,5 s (16,0 s)            | 14,6 s                 | 11,9 s (14,7 s)            | 11,5 s (13,6 s)            | 10,6 s                   | 10,6 s                   | 11,0 s (12,9 s)            | 10,4 s                     | 8,2 s (9,7 s)              |
| Kraftstoffverbrauch auf 100 km, kombiniert | 8,5 l S                | 8,2 l S (9,6 l S)          | 8,4 l S                | 8,7 l S (8,3 l S)          | 9,9 l S (9,8 l S)          | 8,9 l S                  | 8,9 l S                  | 9,1 l S (9,5 l S)          | 9,9 l S                    | 10,9 l S (11,6 l S)        |
| CO2-Emission, kombiniert                   | 204 g/km               | k. A.                      | 205 g/km               | 209 g/km (217 g/km)        | 200 g/km                   | 207 g/km                 | 207 g/km                 | 219 g/km (232 g/km)        | 237 g/km                   | 260 g/km (281 g/km)        |
| Messwerte (Break)                          |                        |                            |                        |                            |                            |                          |                          |                            |                            |                            |
| Höchstgeschwindigkeit                      | –                      | (178 km/h)                 | 177 km/h               | 189 km/h                   | (193 km/h)                 | –                        | –                        | 198 km/h (193 km/h)        | 205 km/h                   | 227 km/h (222 km/h)        |
| Beschleunigung, 0–100 km/h                 | –                      | (14,2 s)                   | 14,7 s                 | 12,6 s                     | (14,8 s)                   | –                        | –                        | 11,4 s (13,3 s)            | 10,8 s                     | 8,4 s (10,0 s)             |
| Kraftstoffverbrauch auf 100 km, kombiniert | –                      | (7,9 l S)                  | 8,5 l S                | 9,0 l S                    | 10,1 l S (10,3 l S)        | –                        | –                        | 9,4 l S (9,6 l S)          | 10,1 l S                   | 11,1 l S (11,7 l S)        |
| CO2-Emission, kombiniert                   | –                      | k. A.                      | 207 g/km               | 214 g/km                   | (244 g/km)                 | –                        | –                        | 223 g/km (234 g/km)        | 241 g/km                   | 265 g/km (284 g/km)        |

1. 1 2  Ab Juli 1995 nur noch mit Automatikgetriebe erhältlich.
2. ↑  Nur für Berline erhältlich.
3. 1 2  Werte in runden Klammern („( )“) für Automatikgetriebe.

### Dieselmotoren
|                                             | 1,9 D                      | 1,9 D                      | 1,9 SD                   | 1,9 Turbo D                | 1,9 Turbo D                | 2,0 HDi                  | 2,0 HDi                    | 2,1 Turbo D12              |
| ------------------------------------------- | -------------------------- | -------------------------- | ------------------------ | -------------------------- | -------------------------- | ------------------------ | -------------------------- | -------------------------- |
| Bauzeitraum                                 | 06/1993–07/1995            | 07/1995–09/1996            | 09/1996–03/2001          | 06/1993–09/1996            | 09/1996–03/2001            | 07/1999–12/2001          | 11/1998–12/2001            | 07/1995–07/1999            |
| Motorkenndaten                              |                            |                            |                          |                            |                            |                          |                            |                            |
| Motorart                                    | Dieselmotor                | Dieselmotor                | Dieselmotor              | Dieselmotor                | Dieselmotor                | Dieselmotor              | Dieselmotor                | Dieselmotor                |
| Motorbauart                                 | R4                         | R4                         | R4                       | R4                         | R4                         | R4                       | R4                         | R4                         |
| Anzahl Ventile pro Zylinder                 | 2                          | 2                          | 2                        | 2                          | 2                          | 2                        | 2                          | 3                          |
| Ventilsteuerung                             | OHC                        | OHC                        | OHC                      | OHC                        | OHC                        | OHC                      | OHC                        | OHC                        |
| Nockenwellenantrieb                         | Zahnriemen                 | Zahnriemen                 | Zahnriemen               | Zahnriemen                 | Zahnriemen                 | Zahnriemen               | Zahnriemen                 | Zahnriemen                 |
| Gemischaufbereitung                         | Wirbelkammereinspritzung   | Wirbelkammereinspritzung   | Wirbelkammereinspritzung | Wirbelkammereinspritzung   | Wirbelkammereinspritzung   | Common-Rail-Einspritzung | Common-Rail-Einspritzung   | Wirbelkammereinspritzung   |
| Motoraufladung                              | –                          | –                          | Turbolader               | Turbolader, Ladeluftkühler | Turbolader, Ladeluftkühler | Turbolader               | Turbolader, Ladeluftkühler | Turbolader, Ladeluftkühler |
| Kühlung                                     | Wasserkühlung              | Wasserkühlung              | Wasserkühlung            | Wasserkühlung              | Wasserkühlung              | Wasserkühlung            | Wasserkühlung              | Wasserkühlung              |
| Motorkennung                                | XUD9 A (D9B)               | XUD9 Y (DJZ)               | XUD9 SD (DHW)            | XUD9 TE/L (D8B)            | XUD9 TE/Y (DHX)            | DW10 TD (RHY)            | DW10 ATED (RHZ)            | XUD11 BTE (P8C)            |
| Bohrung × Hub                               | 83,0 mm × 88,0 mm          | 83,0 mm × 88,0 mm          | 83,0 mm × 88,0 mm        | 83,0 mm × 88,0 mm          | 83,0 mm × 88,0 mm          | 85,0 mm × 88,0 mm        | 85,0 mm × 88,0 mm          | 85,0 mm × 92,0 mm          |
| Hubraum                                     | 1905 cm³                   | 1905 cm³                   | 1905 cm³                 | 1905 cm³                   | 1905 cm³                   | 1997 cm³                 | 1997 cm³                   | 2088 cm³                   |
| Verdichtungsverhältnis                      | 23,0:1                     | 23,0:1                     | 21,8:1                   | 21,8:1                     | 21,8:1                     | 18,0:1                   | 18,0:1                     | 21,5:1                     |
| max. Leistung bei min−1                     | 51 kW (69 PS) bei 4600     | 50 kW (68 PS) bei 4600     | 55 kW (75 PS) bei 4600   | 68 kW (92 PS) bei 4000     | 66 kW (90 PS) bei 4000     | 66 kW (90 PS) bei 4000   | 80 kW (109 PS) bei 4000    | 80 kW (109 PS) bei 4300    |
| max. Drehmoment bei min−1                   | 120 Nm bei 2000            | 120 Nm bei 2000            | 135 Nm bei 2250          | 196 Nm bei 2250            | 196 Nm bei 2250            | 205 Nm bei 1900          | 250 Nm bei 1750            | 235 Nm bei 2000            |
| Kraftübertragung                            |                            |                            |                          |                            |                            |                          |                            |                            |
| Antrieb                                     | Vorderradantrieb           | Vorderradantrieb           | Vorderradantrieb         | Vorderradantrieb           | Vorderradantrieb           | Vorderradantrieb         | Vorderradantrieb           | Vorderradantrieb           |
| Getriebe, serienmäßig                       | 5-Gang-Schaltgetriebe      | 5-Gang-Schaltgetriebe      | 5-Gang-Schaltgetriebe    | 5-Gang-Schaltgetriebe      | 5-Gang-Schaltgetriebe      | 5-Gang-Schaltgetriebe    | 5-Gang-Schaltgetriebe      | 5-Gang-Schaltgetriebe      |
| Getriebe, optional                          | 4-Stufen-Automatikgetriebe | 4-Stufen-Automatikgetriebe | –                        | –                          | 4-Stufen-Automatikgetriebe | –                        | –                          | –                          |
| Messwerte (Berline)                         |                            |                            |                          |                            |                            |                          |                            |                            |
| Höchstgeschwindigkeit                       | 160 km/h (154 km/h)        | 160 km/h (154 km/h)        | 162 km/h                 | 180 km/h                   | 177 km/h (175 km/h)        | 178 km/h                 | 191 km/h                   | 190 km/h                   |
| Beschleunigung, 0–100 km/h                  | 19,9 s (25,7 s)            | 19,9 s (25,7 s)            | 17,6 s                   | 13,9 s                     | 14,1 s (15,8 s)            | 14,1 s                   | 12,5 s                     | 12,5 s                     |
| Kraftstoffverbrauch auf 100 km (kombiniert) | 6,2 l D                    | 6,2 l D                    | 6,9 l D                  | 6,9 l D                    | 6,9 l D (8,0 l D)          | 5,6 l D                  | 5,5 l D                    | 7,0 l D                    |
| CO2-Emission (kombiniert)                   | 144 g/km                   | 144 g/km                   | 179 g/km                 | k. A.                      | 181 g/km (223 g/km)        | 154 g/km                 | 150 g/km                   | 183 g/km                   |
| Messwerte (Break)                           |                            |                            |                          |                            |                            |                          |                            |                            |
| Höchstgeschwindigkeit                       | –                          | –                          | 160 km/h                 | 174 km/h                   | 172 km/h (170 km/h)        | 175 km/h                 | 186 km/h                   | 185 km/h                   |
| Beschleunigung, 0–100 km/h                  | –                          | –                          | 18,0 s                   | 15,1 s                     | 15,3 s (16,6 s)            | 15,0 s                   | 12,8 s                     | 12,7 s                     |
| Kraftstoffverbrauch auf 100 km (kombiniert) | –                          | –                          | 7,0 l D                  | 7,0 l D                    | 7,0 l D (8,1 l D)          | 5,8 l D                  | 5,7 l D                    | 7,1 l D                    |
| CO2-Emission (kombiniert)                   | –                          | –                          | 185 g/km                 | k. A.                      | 183 g/km (225 g/km)        | 160 g/km                 | 156 g/km                   | 184 g/km                   |

1. ↑  Ab Juli 1999 nur noch mit Automatikgetriebe erhältlich.
2. 1 2  Werte in runden Klammern („( )“) für Automatikgetriebe.

## Xantia Activa

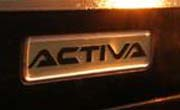
Logo des Xantia Activa

Der Xantia Activa war das (technische) Topmodell der Xantia-Baureihe von Citroën. Die Vorstellung war Ende 1994, gebaut wurden zwischen Januar 1995 und Herbst 2001 etwas mehr als 18.000 Stück.
Neben Hydractive II hatte der Activa noch die sogenannte Aktive Fahrwerksstabilisierung (AFS), im französischen SC.CAR = Systeme Citroën de Contrôle Actif du Roulis gegen Wanken, welches der erste serienmäßig angebotene aktive Querstabilisator im Automobilbau war, und zuerst 1988 im Citroën-Activa-Konzeptfahrzeug gezeigt wurde. Mit diesem System wird die Seitenneigung durch mechanische Regelung mit Hydraulikzylindern, die auf die Querstabilisatorstangen einwirken, auf ein Minimum (−0,2° bis 1°) reduziert. Diese Technik ermöglicht (laut Werksangabe) bei optimal griffiger Fahrbahn Querbeschleunigungen von bis zu 1,2g und bietet dabei trotzdem noch einen überdurchschnittlich hohen Federungskomfort und damit sichere Straßenlage. Gegenüber den Standardmodellen hat der Activa Sitze mit verstärkten Seitenwangen, die zudem bei der ersten Serie (X1) nach innen bzw. außen verstellbar sind, womit der Sitz an die Rückenbreite des Fahrers angepasst werden kann. Dadurch ist mehr Seitenhalt gewährleistet. Bei elektrisch verstellbaren Sitzen ist auch die Verstellung der Seitenwangen elektrisch. Abgesehen davon gab es ein spezielles Stoffmuster nur für den Activa und serienmäßig Venise-Leichtmetallräder, die bei anderen Xantia-Ausführungen optional bestellbar waren.
Funktionsweise von AFS/SC.CAR:
Beide (relativ dicke) Querstabilisatoren (vorne 28 mm, hinten 25 mm Durchmesser) sind diagonal gegenüberliegend (vorne-links und hinten-rechts) über einen Differential-Hydraulikzylinder mit den Radlenkern verbunden.
Diese Zylinder sind an ein Reglerventil angeschlossen, das von den vorderen Querlenkern mittels Schubstangen über eine Feder-Hebel-Mechanik direkt betätigt wird. Auftretendes Rollmoment (Seitenneigung) wirkt auf die Querlenker entgegengesetzt – ein Rad federt ein, das andere federt aus. Dadurch wird das Reglerventil – der Neigungskorrektor – durch die Schubstangen in eine Richtung hin aus seiner Ruhelage (Geradeausstellung) gezogen/geschoben, wodurch es einen dem Rollmoment proportionalen Druck in den Hydraulikzylindern einstellt.
Die Hydraulikzylinder verändern dadurch ihre Länge und wirken so der Verspannung des Querstabilisator entgegen. Sie „drücken“ die Karosserie über die Querstabilisatorstangen gegen das einwirkende Rollmoment wieder in die Horizontale, womit Kurvenfahren bis zu 0,6g Querbeschleunigung mit −0,2° bis 0,5° Seitenneigung ermöglicht wird. Ab 0,6g Querbeschleunigung kommen die Stellzylinder an ihren Anschlag, ab hier neigt sich der Xantia Activa bis zum Erreichen des Kurvengrenzbereiches bis zu 1° in die Kurve, was dem Wert eines guten Sportwagens mit entsprechend straffer Abstimmung entspricht.
Da dieser aktive Rollstabilisator unabhängig vom Hydractive-II-Fahrwerk arbeitet, bleibt dessen Federweg auch bei extremer Kurvenfahrt fast ganz erhalten und sorgt so für eine deutlich bessere Straßenlage in diesen Situationen als konventionelle Radaufhängungen. Bei Geradeausfahrt wird über das Steuergerät der Hydractive-Federung zudem ein Magnetventil betätigt, das eine zusätzliche Federkugel in den hydraulischen Regelkreis der Stellzylinder schaltet. Dadurch wird zum einen die Steifigkeit der hart abgestimmten Stabilisatorstangen „virtuell“ durch die Gasfüllung der Federkugel abgemildert, um Kopierbewegungen zu reduzieren und so den Komfort zu erhöhen. Zudem wirkt sie durch ihre Speicherwirkung dämpfend auf den Regelkreis, damit bei Geradeausfahrt keine unerwünschten Regelschwingungen durch federungsbedingte kurzzeitige Betätigung des Neigungskorrektors auftreten.
Es gab den Xantia Activa mit folgenden Motoren (nicht in jedem Land verfügbar):
- Ottomotoren: 2,0i 16V (97 kW), 2,0i 16V (110 kW), 2,0i TCT (108 kW) und 3,0i V6 (140 kW).
- Dieselmotoren: 2,1 Turbo D12 (80 kW) und 2,0 HDi (80 kW).

Ein Activa ist an der serienmäßigen Heckabrisskante, den Venise-Leichtmetallrädern, den in Wagenfarbe lackierten Stoßfängern (bei Modellen erster Serie), dem schwarzen Wagenhimmel (je nach Baujahr), speziellen Vordersitzen mit ausgeprägteren Seitenwangen und dem Activa-Logo anstatt der Hubraumangabe an den Türen zu erkennen.
In einem standardisierten Ausweichtest des schwedischen Fachmagazins Teknikens Värld, dem Elchtest, hat 1999 der Xantia Activa des beste Ergebnis erreicht. Noch im September 2019 hielt er den ersten Platz auf der Rangliste aller Elchtests der vergangenen Jahre vor Porsche 996/997 und Audi R8.

## Einstufung im französischen Steuer- und Versicherungssystem
Alle Diesel hatten 6 CV, der Basisbenziner 7 CV, der 1,8-Liter-Benziner 8 CV, und der 2,0-Liter-Benzier 9 CV. Die beiden Versionen beim Sechszylinder erzielten 13 bzw. 14 CV.